# Gīlavard-e Bozorg
Gīlavard-e Bozorg (persiska: گيلورد بزرگ, گلورد بزرگ) är en ort i Iran.   Den ligger i provinsen Mazandaran, i den norra delen av landet, 220 km nordost om huvudstaden Teheran. Gīlavard-e Bozorg ligger 670 meter över havet och antalet invånare är 120.
Terrängen runt Gīlavard-e Bozorg är kuperad, och sluttar västerut. Runt Gīlavard-e Bozorg är det ganska tätbefolkat, med 72 invånare per kvadratkilometer. Närmaste större samhälle är Behshahr, 12,3 km norr om Gīlavard-e Bozorg. Trakten runt Gīlavard-e Bozorg består till största delen av jordbruksmark.